# Ко то тамо пева (балет)
Ко то тамо пева је савремени српски балет инспириан истоименим култним филмом Слободана Шијана из 1980.године.  У основи има либрето по сценарију Душана Ковачевића.  Постављен је на музику композитора Војислава Вокија Костића. Ккореограф и редитељ је  Сташа Зуровац. Премјера је била 22. децембра 2004. године.,, Ово је прва балетска претстава у новијој позоришној историји која је изведена у оквиру престижног Међународног позоришног фестивала „Битеф“ (2005). године. Освојио је бројне награде и изведен је више од 200 пута и и даље се игра (висе од две деценније).

## Настанак балета
Идеја за настанак овог балета је била тадашњег управника Народног позоришта, Љубивоја Тадића. Он је на репертоар Балета Народног позоришта у Београду желео да  стави као стваралачки изазов култни Шијанов филм Ко то тамо пева. 
Иако филм има своје незаменљиво место у историји српске кинематографије, овај балет, уметничким решењем кореографа-редитеља успешно доноси на сцену нову димензију. Захваљујући својој универзалној нити, представу је заволела и публика на многобројним гостованјима у земљи и иностранству. Богота (Колумбија), Рим (Италија), Торонто и Отава (Канада), Каиро (Египат), Будва и Тиват (Црна Гора), Бањалука (Република Српска), Скопље (Македонија), Темишвар (Румунија) и Сарајево (Босна и Херцеговина).
Воки Костић, пружио је Зуровцу музику, ремек-дело које одише мешавином заноса и ироније.

## Прва постава  Балета
Премијерно извођење у првој постави, играли су наши балетски уметници и то:
- Аутобус: Александар Илић, Денис Касаткин, Дејан Коларов, Никица Крлуч, Душко Михаиловић, Милан Рус, Горан Станић, Михајло Стефановић, Далија Иманић
- Војска: Ненад Буторовић, Милош Дујаковић, Милош Кецман, Владимир Панајотовић, Љубиша Пековић, Небојша Станковић
- Свадба - жене: Силвија Џуња, Ида Игњатовић, Ана Иванчевић, Тамара Ивановић, Милица Јевић, Ивана Козомара, Олга Олћан, Љупка Стаменовски, Смиљана Стокић, Маја Варићак
- Сахрана Тамара Антонијевић, Вера Благојевић, Светлана Марковић, Тања Поповић, Ружица Селенић, Јовица Митровић, Бранислав Тојагић
- Смрт: Анђела Ђаковић
- Анђео: Нада Стаматовић

Кореографија и режија Сташа Зуровац, Асистент кореографа Оља Јовановић Зуровац, Костимограф Катарина Радошевић Галић, Сценограф Жорж Драушник, Дизајн светла Сташа Зуровац.

## Награде
- Априлска награда Града Београда
- Награда Удружења балетских уметника „Димитрије Парлић“
- Годишња награда Народног позоришта за најбољу представу у сезони 2004/2005.[1]